# Újbuda-központ
Újbuda-központ – stacja linii M4 metra w Budapeszcie. Znajduje się w zachodniej części Budy.